# 桂林三花酒

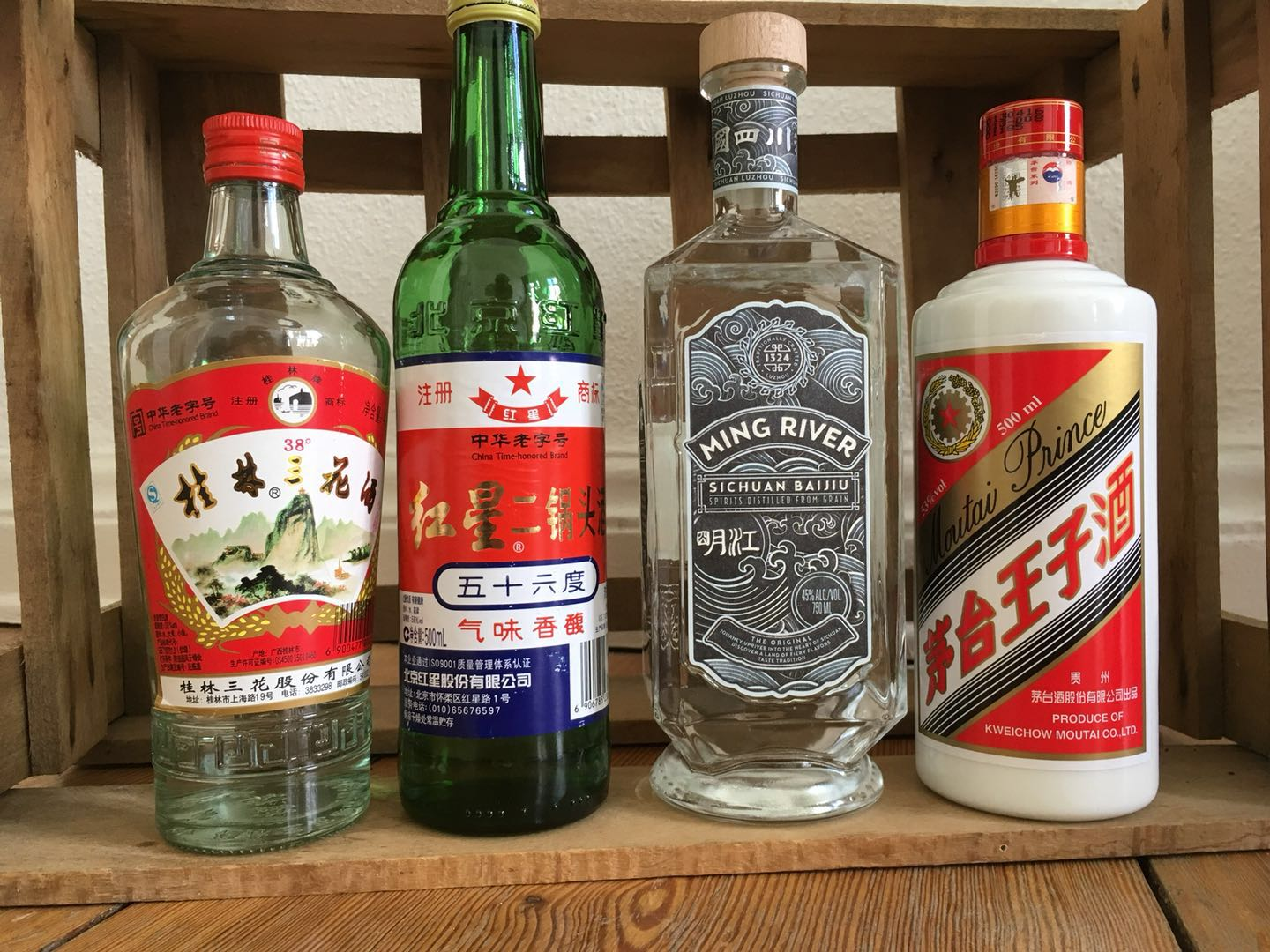
桂林三花酒、红星二锅头、泸州老窖明江白酒、贵州茅台王子酒，均为平民款白酒

桂林三花酒是一種以大米為主要原料的蒸餾酒，古称瑞露，产于中國的桂林市。该酒选用优质大米为原料，用清澈的漓江水为酿造用水，采用独特的发酵工艺蒸馏得酒，密封置于天然溶洞储存，该酒香氣清柔，幽雅純淨，入口柔綿，回味怡暢，給人以樸實純正的美感，是中國米香型白酒的代表。在桂林，三花酒與桂林腐乳、桂林辣椒酱被合稱為「桂林三宝」。

## 三花的来源
宋代古籍《岭外代答》一书记载桂林“白酒盛行”，“道旁率沽白酒，十四钱一大白”。这种经过三次蒸馏而成的民间白酒叫“三熬酒”、“三蒸酒”。清代史料记载有“单料、双熬、三熬、四熬”几种蒸馏酒。古代没有酒度计，便总结出“观花论酒”的经验。当酒度在55至60时，由于液体表面张力，酒面晃动泛起酒花。酿酒师们说“起花了，三花！”……，三花酒便由此而来。酒花有粗花、细花、堆花，酒花越细，堆花时间越长酒质越好。

## 其他三花
曾经南京也产三花酒，但是后来逐渐消失。目前桂林的三花酒牌子很多。
桂林三花酒在1957年中国全国小曲酒评比会上名列第一，并在1963年第二届、1979年第三届、1984年第四届评酒会上被评为国家优质酒。1984年参加轻工业部酒类质量大赛，获得银杯奖，同年获得国家银质奖。